# 上海东站
上海东站是位于中华人民共和国上海市浦东新区祝桥镇、浦东国际机场西南侧正在兴建中的大型客运火车站，预计于2027年7月1日通车启用，建成后将是上海第二大火车站。上海东站、浦东机场及其他配套设施将一同组成东方枢纽（原称浦东综合交通枢纽）。

## 规划历史
1990年开发开放浦东后，规划部门对于浦东地区的铁路建设，在不同时期曾提出过多种不同的方案。
1990年代初提出的方案主要可以概括为北线、中线、南线三类，分别起自何家湾站、莘庄站、金山铁路，中线、北线均需新建越江大桥或隧道，而南线可以利用松浦大桥，造价低、见效快。1994年，确定自金山铁路金山站至外高桥的方案，主要客运车站位于花木地区。1995年，进一步提出引入高速铁路、城市地铁，将该客运车站作为浦东地区的主要交通枢纽，并定名“浦东客站”。1995年2月国家计委批准了浦东铁路建设工程，但是不久后国务院又要求上海市缓建浦东铁路。1999年上海市城市总体规划中，浦东客站位置正式确定于今地铁龙阳路站。
2004年，阮巷站（今金山园区站）至平安站（今四团站）一段的浦东铁路一期工程与芦潮港支线一同开工建设，走向相比原方案更加偏南。此时浦东铁路一期工程的首要目标已经由客运变为满足洋山深水港的集装箱疏运需求。至2006年，沪通铁路规划过程中，将原浦东铁路二期纳入，是为“安亭、四团同时接轨方案”，但具体走向由外环大幅东扩至今绕城高速附近。这一阶段，由于地铁建设已经占用了空间导致工程上不可行，加上路网配套无法满足铁路枢纽集散需要，原位于龙阳路站附近的浦东客站改至惠南镇附近（今预留惠南站、地铁惠南东站一带），浦东机场虽设客运车站但并非核心枢纽。但是，这一方案下沪通铁路走向远离城区，特别是作为主要枢纽的浦东客站没有足够客流支持，也偏离浦东机场。2016年10月规划中，浦东枢纽由惠南镇改至浦东机场附近，更名上海东站，规模增至10台22线。2017年4月，曾提出当年下半年开工、5年内建成的目标，但并未实施。

## 铁路线路
上海东站现计划远期为14台30线规模（含市域场），接入沪苏通铁路、沪乍杭铁路两条国家铁路，并规划预留沪舟甬通道。东方枢纽范围内总共将有5条市域线、2条市区线及多条局域线，其中确定途径上海东站的线路包括机场联络线、两港快线以及远期的东西联络线，市区线21号线。车站建设范围内还将预留“陆侧或空侧”捷运线（即现浦东机场捷运延伸或者2号线南延伸）和“空铁联运模块”。根据最新规划，本站的预留轨道交通部分为地下二层双岛式车站（陆侧捷运在东侧为8A编组，预留轨交在西侧为6A编组）。

## 航空服务
中国东方航空已与浦东新区政府签约，未来将在上海东站设置前置航站楼，届时旅客可直接在火车站内办理值机手续。

## 车站周边
不同于专注于商务区的虹桥枢纽，上海东站周边将综合布局商务办公、住宅、教育等多种类型用地，满足不同的城市功能需要。

## 沿革
- 2016年9月29日 沪通铁路二期专项规划调整，车站位置确定于现址[15]
- 2020年2月14日 于《上海浦东综合交通枢纽专项规划》内公示[9]
- 2020年7月8日 随《上海浦东综合交通枢纽专项规划》获得批复[16]
- 2022年2月24日 面向国内外公开征集概念设计方案[17]
- 2022年11月 “浦东综合交通枢纽”定名为东方枢纽[18]
- 2023年3月28日 地下基础部分开工[19]
- 2025年3月18日 上海东站站房主体工程开工[20]
- 2025年5月27日 上海东站地下工程站场区主体结构完工[21]
- 2027年 预计开通

## 相关事件
2025年3月31日，上海东站站房开工后不久，项目公司“上海东方枢纽投资建设发展集团有限公司”（简称东方枢纽集团）党委副书记、副董事长徐孙庆因“涉嫌严重违纪违法”被上海市纪委调查。